# San Martín de Torruella
San Martín de Torruella (en catalán y oficialmente Sant Martí de Torroella) es una localidad de la comarca del Bages, en la provincia de Barcelona, en la comunidad autónoma de Cataluña, España. Es una entidad local menor perteneciente al municipio de San Juan de Vilatorrada, siendo el segundo núcleo de población en número de habitantes de entre las tres localidades que forman el municipio. La localidad de San Martín de Torruella es la cabecera de la entidad municipal descentralizada que forma junto al núcleo de Juncadella.

## Geografía

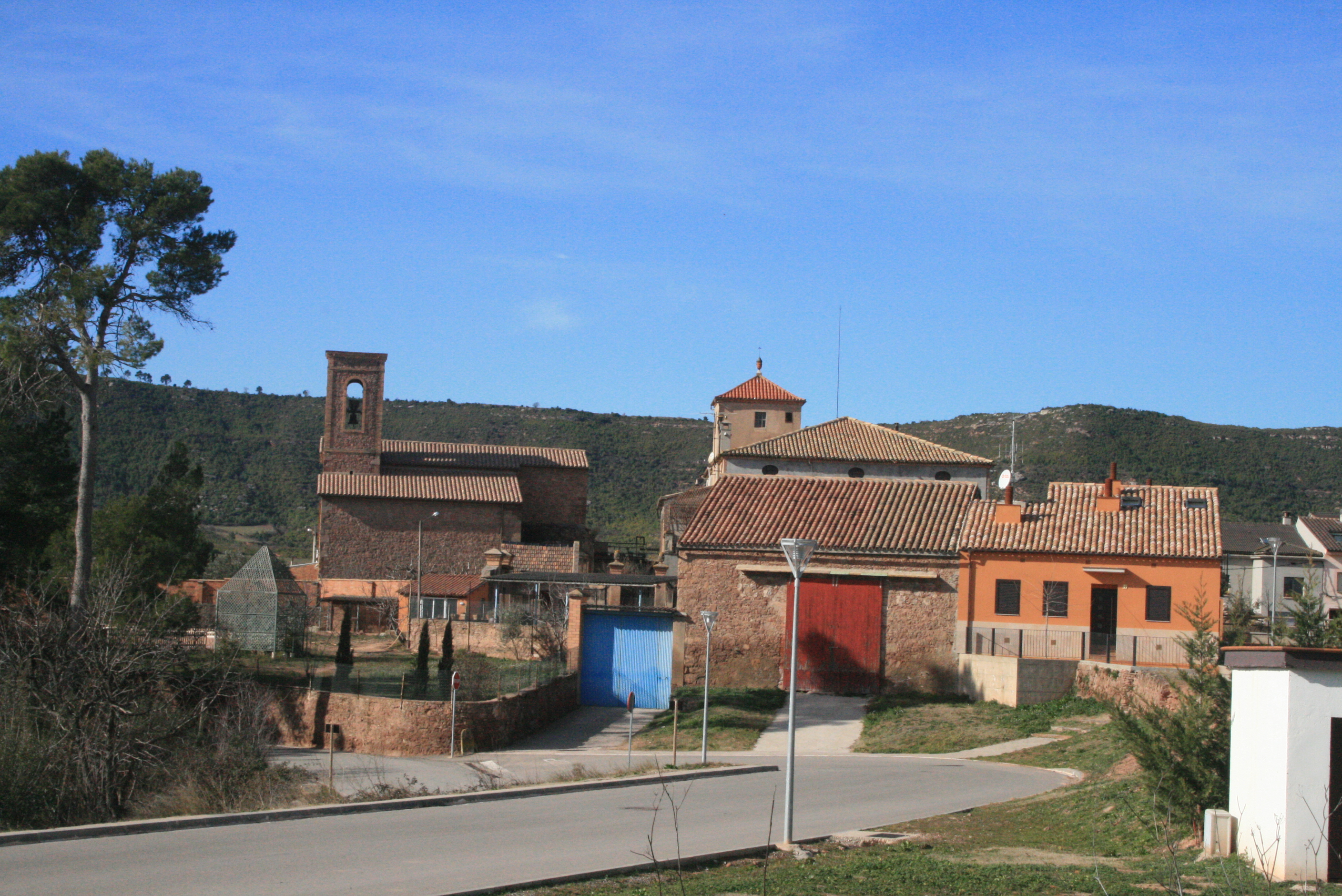
Vista de San Martín de Torruella.

Está situado en la parte septentrional del término municipal, al margen izquierdo del río Cardener, en la confluencia de Cal Marquès, al sur de Callús.
Está comunicado por la carretera comarcal C-55 (Manresa-Solsona) con Callús y San Juan de Torruella, y por la carretera local BV-4511 con Sampedor.

## Historia
El pueblo, de origen rural y agrícola, conserva una iglesia románica, ya nombrada el año 1022, que perteneció al monasterio de San Benito de Bages. Al sur de la localidad se encuentra el vecindado de Juncadella, con la iglesia de Santa María.
En 1833, cuando se creó el municipio actual con la unión de San Martín de Torruella, San Juan de Torruella y Juncadella, San Martín de Torruella era el núcleo principal y de más población (en aquellas fechas San Martín de Torruella tenía 130 habitantes frente a 77 de San Juan de Torruella) y el municipio se llamó San Martín de Torruella, con la cabecera situada en esta localidad. 
En 1962, con el crecimiento de San Juan de Torruella derivado de la industrialización de esta localidad, el municipio cambió de nombre y de capitalidad y pasó a llamarse San Juan de Torruella.
En 1983 se creó la entidad municipal descentralizada, que comprendía los núcleos de San Martín de Torruella y Juncadella.

## Símbolos
- El escudo de San Martín de Torruella se define por el siguiente blasón:

«Escudo embaldosado: de sinople, una torre de plata cerrada de sable acostada de una espada de plata a la diestra y de una herradura de plata a la siniestra.»
Fue aprobado el 14 de septiembre de 2005 y publicado el 29 de septiembre del mismo año en el DOGC 4479.
La torre es un señal parlante relativo a la etimología del nombre del pueblo (Torroella proviene del latín Turricella, torre pequeña) y es una de les dos torres representadas en el escudo de San Juan de Torruella, municipio del cual forma parte San Martín de Torruella. La espada y la herradura son símbolos alusivos a san Martín, patrón del pueblo.
Como es norma según el artículo 14.2 del reglamento de los símbolos de las entidades locales de Cataluña, los escudos aprobados para las entidades locales menores, el de San Martín de Torruella no puede llevar timbre.

## Demografía
La entidad municipal descentralizada de San Martín de Torruella contaba con 224 habitantes en 2006 repatidos en dos núcleos de población.

### Núcleos de población
Lista de población por entidades:
| Entidad de población    | Habitantes (2019) |
| ----------------------- | ----------------- |
| Juncadella              | 22                |
| San Martín de Torruella | 256               |
| Fuente: Municat         |                   |

### Evolución demográfica
| 247                        | 232 | 219 | 217 | 204 | 214 | 212 | 224 |
| (Fuente: [cita requerida]) |     |     |     |     |     |     |     |